# Otto Fahr
Otto Fahr (n. 19 august 1892, Bad Cannstatt, Regatul Württemberg, Imperiul German – d. 28 februarie 1969, Stuttgart, Germania) a fost un antreprenor german, medaliat olimpic. A participat la o ediție a Jocurilor Olimpice (1912) în care a câștigat o medalie de argint.

## Participări
Lista de mai jos prezintă principalele competiții la care a participat Otto Fahr de-a lungul carierei.
- swimming at the 1912 Summer Olympics – men's 100 metre backstroke[*]